# Bataille d'Ichi-no-Tani
Guerre de Gempei
Batailles
- Uji (1re)
- Nara
- Ishibashiyama
- Fujigawa
- Sunomata
- Yahagigawa
- Hiuchi
- Kurikara
- Shinohara
- Mizushima (navale)
- Fukuryūji
- Muroyama
- Hōjūjidono
- Uji (2e)
- Awazu
- Ichi-no-Tani
- Kojima
- Yashima (navale)
- Dan-no-ura (navale)

La bataille d'Ichi-no-Tani (一の谷の戦い)  est une bataille de la guerre de Gempei.

## Site
Ichi-no-Tani (一の谷, Ichi-no-Tani) était une forteresse des Taira située à l'ouest de l'actuelle ville de Kobe, située sur une très étroite bande de rivage, entre les montagnes au nord et la mer au sud. Cette position la rendait assez bien défendable, mais rendait dans le même temps difficiles les manœuvres de troupes à l'intérieur de l'enceinte. Minamoto no Yoshitsune avait scindé ses forces en trois. Les hommes de Minamoto no Noriyori avaient attaqué les Taira à l'Ikuta-jinja, un sanctuaire shintō situé dans les bois à quelque distance à l'est. Pendant ce temps, la plus grande partie de l'armée attaqua par l'ouest le long de la côte. Un dernier détachement conduit par Yoshitsune lui-même, comprenant pas moins d'une centaine de cavaliers, escalada la montagne, et attaqua la forteresse par l'arrière, relativement peu défendu. À l'heure dite, les trois groupes lancèrent l'assaut, mettant le feu à la forteresse. Beaucoup des guerriers Taira rejoignirent leurs bateaux et firent voile pour Yashima (aujourd'hui Takamatsu), mais Taira no Tadanori fut tué et Shigehira capturé.

## Bataille

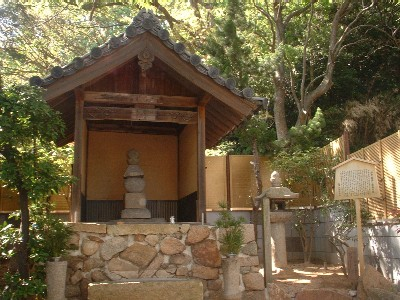
La tombe de Taira no Atsumori

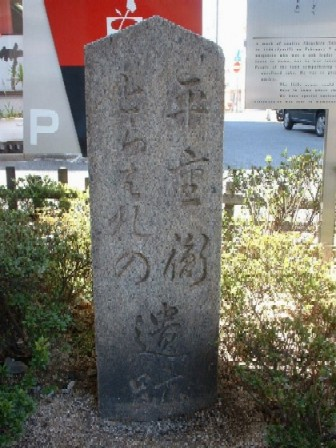
Borne indiquant l'endroit où Taira no Shigehira fut capturé.

La bataille d'Ichi-no-Tani est l'une des batailles les plus célèbres de la guerre de Gempei, ceci étant en large partie dû aux combats individuels qui eurent lieu là. Benkei, probablement le plus célèbre de tous les sōhei (moines-guerriers), se battit aux côtés des Minamoto, et beaucoup des guerriers Taira les plus importants et les plus puissants étaient présents également. La mort du jeune Taira no Atsumori âgé de seize ans, des mains de Naozane Kumagai qui avait perdu un fils de cet âge, est un passage très célèbre du Heike Monogatari. Cet événement a été adapté dans le théâtre nō et le kabuki. La mort d'Atsumori est probablement l'un des combats singuliers les plus célèbres de toute l'histoire du Japon.
Cette bataille est également le dernier cas enregistré de siège japonais où furent utilisées des arbalètes.